# 斯波爾丁 (密蘇里州)
斯波爾丁（英語：Spalding）是位於美國密蘇里州羅爾斯縣的非建制地區。

## 歷史
斯波爾丁的郵局於1882年設立，其後於1910年停運。

## 地理
斯波爾丁所處的海拔為高於海平面162米（即532英呎），而該地所採用的時區為UTC-6，即北美中部時區（CST）。同時該地設有夏令時間，為UTC-6調快一小時，即UTC-5（CDT）。